# Raymundus Nonnatus
Raymundus Nonnatus (1204 - ?, 1240) is een Spaanse heilige uit Catalonië. Hij kreeg zijn bijnaam nonnatus (niet-geboren), doordat zijn moeder stierf bij zijn geboorte en hijzelf ter wereld kwam door een keizersnede. Hij is de patroonheilige van geboorte, vroedvrouwen, zwangere vrouwen en priesters die het biechtgeheim beschermen.

## Leven
Raymundus Nonnatus is geboren in La Portella in de regio Lleida, bisdom Urgell. Hij kwam uit een welgestelde familie, zijn vader was verwant aan de huizen van Foix en Cardona. Hij trad als geestelijke toe tot de orde der mercedariërs en werd de tweede algemeen overste van deze orde, in opvolging van Peter Nolasco. Volgens de regel van deze orde dienden de mercedariërs de plaats in te nemen van christelijke slaven van de Moren en krijgsgevangen te blijven, wanneer het noodzakelijke losgeld voor de bevrijding niet kon samengebracht worden. Zo werd Raymundus krijgsgevangene. Hij maakte van zijn gevangenschap gebruik om een aantal bekeerde muzelmannen te dopen. Hierom werd hij door zijn bewakers gemarteld, zijn lippen werden doorboord met een gloeiende ijzeren staaf om er een slot doorheen te kunnen brengen, zodat hij niet verder kon gaan met prediken.
Peter Nolasco slaagde er ten slotte toch in om het nodige losgeld samen te brengen en stuurde Raymundus terug naar Spanje. Paus Gregorius IX belastte Raymundus vervolgens met de opdracht om Lodewijk IX van Frankrijk te overhalen om deel te nemen aan de kruistocht. Hij werd tot kardinaal benoemd, maar hij stierf in 1240, nog voor hij Rome had kunnen bereiken.

## Verering

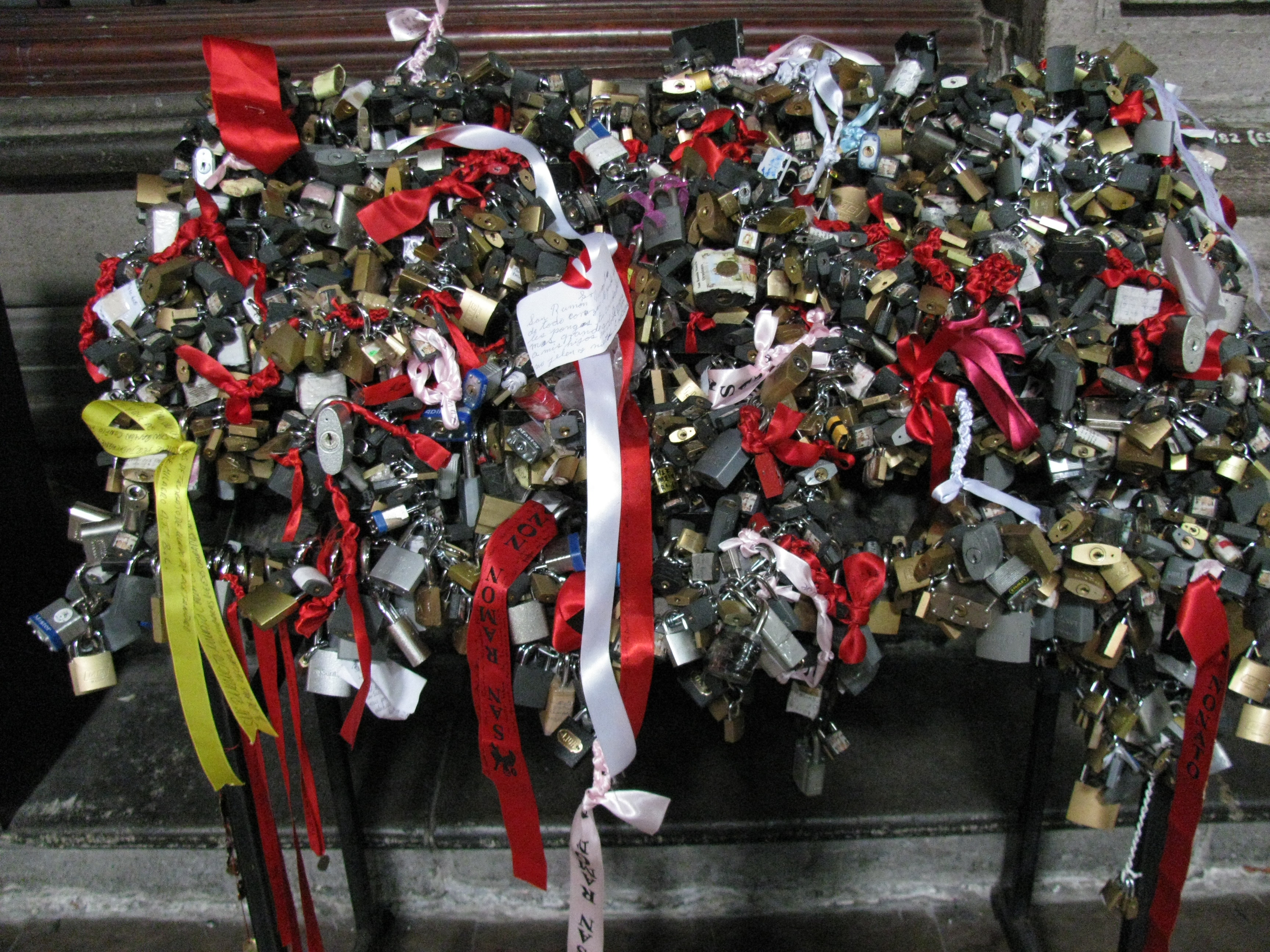
Altaar van Sint Raymundus Nonnatus, Kathedraal van Mexico-Stad

Raymundus Nonnatus werd door paus Alexander VII in 1657 heilig verklaard. Zijn feestdag is op 31 augustus. Hij is de patroonheilige van de zwangere vrouwen, vroedvrouwen en priesters die het biechtgeheim beschermen.
In een specifiek ritueel staat het hangslot centraal dat onderdeel is van zijn martelaarschap. Op zijn altaar worden sloten gehangen om roddels, geruchten, valse verklaringen en slechte praatjes te stoppen. Of om zelf geheimen te houden en te stoppen met vloeken of liegen. Ten slotte kan dit ook gedaan worden om priesters te beschermen bij de geheimhouding van de biecht. Na het plaatsen van een slot en een gebed, gaat de betrokkene zitten op de belangrijkste plaats in de bank, voor iedereen zichtbaar.